# Террелл (Техас)
Террелл (англ. Terrell) — місто (англ. city) в США, в окрузі Кофман штату Техас. Населення — 17 465 осіб (2020).

## Географія
Террелл розташований за координатами 32°43′49″ пн. ш. 96°17′13″ зх. д. / 32.73028° пн. ш. 96.28694° зх. д. (32.730305, -96.287010).  За даними Бюро перепису населення США в 2010 році місто мало площу 51,75 км², з яких 50,85 км² — суходіл та 0,90 км² — водойми. В 2017 році площа становила 58,14 км², з яких 57,29 км² — суходіл та 0,85 км² — водойми.

## Демографія
Згідно з переписом 2010 року, у місті мешкало 15 816 осіб у 5485 домогосподарствах у складі 3819 родин. Густота населення становила 306 осіб/км².  Було 6113 помешкання (118/км²).
Расовий склад населення:
| - 57,0 % — білих - 27,4 % — чорних або афроамериканців - 0,6 % — корінних американців - 0,5 % — азіатів - 11,8 % — осіб інших рас |

До двох чи більше рас належало 2,7 %. Частка іспаномовних становила 25,6 % від усіх жителів.
За віковим діапазоном населення розподілялося таким чином: 27,6 % — особи молодші 18 років, 59,8 % — особи у віці 18—64 років, 12,6 % — особи у віці 65 років та старші. Медіана віку мешканця становила 33,5 року. На 100 осіб жіночої статі у місті припадало 89,9 чоловіків;  на 100 жінок у віці від 18 років та старших — 84,3 чоловіків також старших 18 років.
Середній дохід на одне домашнє господарство  становив 57 537 доларів США (медіана — 38 055), а середній дохід на одну сім'ю — 65 802 долари (медіана — 43 611). Медіана доходів становила 37 455 доларів для чоловіків та 35 475 доларів для жінок. За межею бідності перебувало 21,4 % осіб, у тому числі 28,2 % дітей у віці до 18 років та 19,7 % осіб у віці 65 років та старших.
Цивільне працевлаштоване населення становило 6996 осіб. Основні галузі зайнятості: освіта, охорона здоров'я та соціальна допомога — 24,4 %, роздрібна торгівля — 16,9 %, виробництво — 15,7 %.